# Lütjensee (Lütjensee)
Der Lütjensee ist ein See im Kreis Stormarn im deutschen Bundesland Schleswig-Holstein östlich der Ortschaft Lütjensee.
Er ist ca. 33 ha groß und bis zu 3,2 m tief. Sein Umfang beträgt ca. 3,4 km. Der Name beinhaltet das mittelniederdeutsche Wort lüttik für 'klein'.
Der See liegt direkt westlich des Naturschutzgebietes Moorgebiet Kranika.